# NGC 3586
NGC 3586 (другое обозначение — ESO 129-EN13) — эмиссионная туманность в созвездии Киля. Открыта Джоном Гершелем в 1834 году. Туманность вместе с NGC 3576, NGC 3579, NGC 3581, NGC 3582 и NGC 3584 является яркой частью области ионизированного водорода Gum 38a. Яркое свечение туманности NGC 3586 может быть вызвано фотонным облучением от звезд, находящихся внутри NGC 3581 и NGC 3582, если у NGC 3586 собственные источники ионизационного излучения – не известно.
Форма газовых облаков обусловлена мощным излучением и ветрами молодых звезд и напоминает Статую Свободы, что делает туманность популярной для наблюдения любителями.
Этот объект входит в число перечисленных в оригинальной редакции «Нового общего каталога».